# Bosco dei Poeti
Il Bosco dei Poeti è un'area naturale di interesse artistico e culturale situata tra il comune di Dolcè e la sua frazione Peri. È stato fondato nel 2003 da LOME, al secolo Lorenzo Menguzzato. 

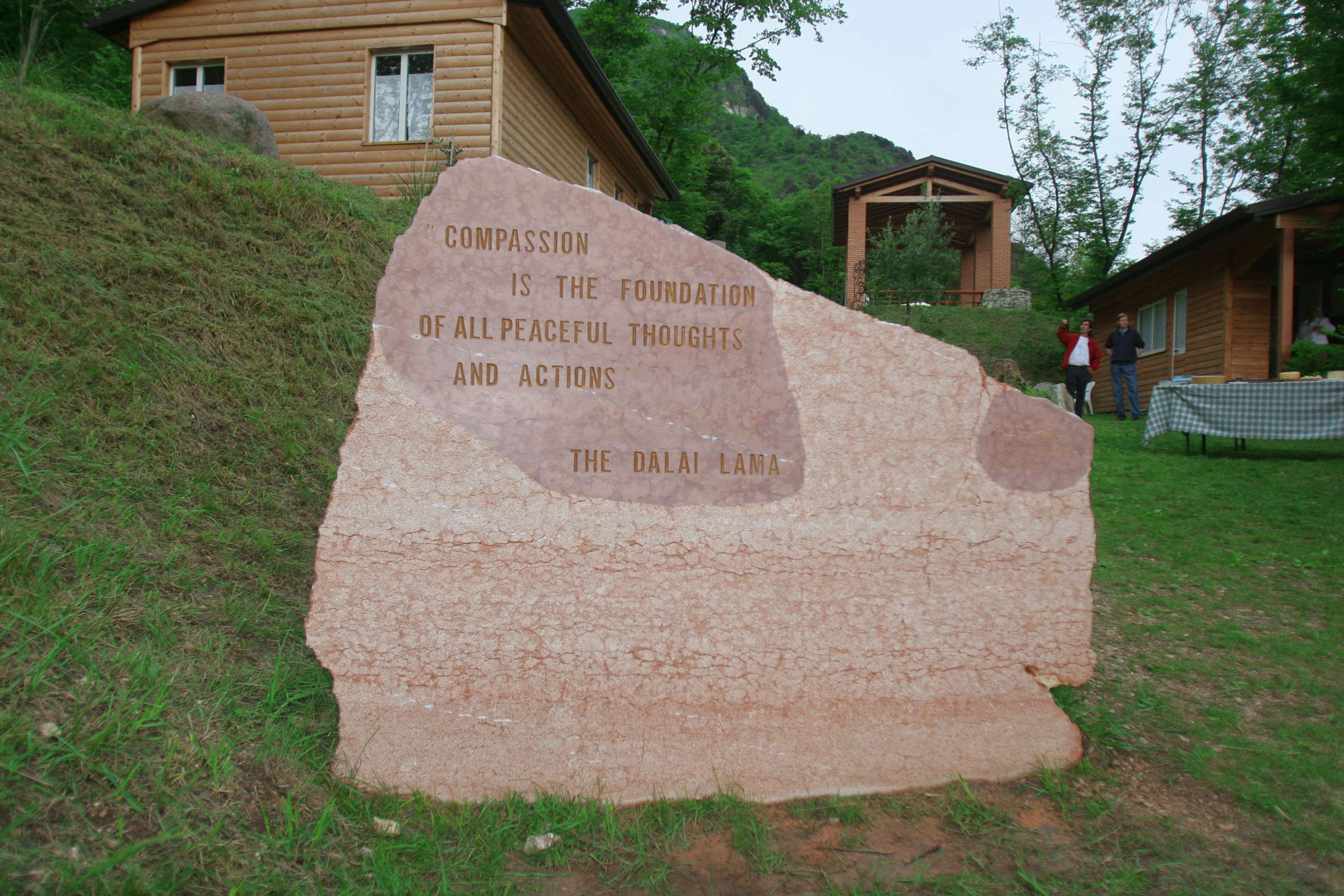
La pietra con la poesia dedicata dal Dalai Lama. (Compassion is the foundation of all peaceful thoughts and actions)

All'interno di questo bosco, dell'imponente dimensione di 130 ettari, vi sono 12 km di sentieri e sono esposte oltre 1000 opere di circa 600 artisti italiani e internazionali. Tra le personalità che hanno donato opere al Bosco dei Poeti vi sono Karol Wojtyła, il Dalai Lama, Alda Merini, Andrea Zanzotto, Nanni Balestrini.

## La pietra del Dalai Lama e quella di Karol Wojtyła
All'inizio dei sentieri del Bosco dei Poeti vi sono due importanti opere di interesse storico e culturale. Sono due differenti pietre, posizionate a poca distanza l'una dall'altra, sulle quali sono incise due poesie donate personalmente dal Dalai Lama e da Karol Wojtyła.